# Landtagswahl in Thüringen 2014
- Linke: 28
- SPD: 12
- Grüne: 6
- CDU: 34
- AfD: 11

- Regierung: 46
- Opposition: 45

Bei der Landtagswahl in Thüringen 2014 wurden die Mitglieder des Thüringer Landtags für die sechste Legislaturperiode gewählt. Sie fand am 14. September 2014 gleichzeitig mit der Landtagswahl in Brandenburg statt. Die Wahlbeteiligung lag bei 52,7 %.
Die CDU erreichte mit 33,5 Prozent den größten Anteil der Listenstimmen. Die Linke und die SPD erreichten mit 28,2 Prozent bzw. 12,4 Prozent die Plätze zwei und drei. Mit 10,6 Prozent zog die AfD aus dem Stand in den Landtag ein; sie hatte 2014 erstmals an einer Landtagswahl in Thüringen teilgenommen. Die Grünen blieben mit 5,7 Prozent im Thüringer Landtag. Die NPD scheiterte mit 3,6 Prozent an der Fünf-Prozent-Hürde. Mit 2,5 Prozent der Stimmen verpasste die FDP den Wiedereinzug in den Landtag.

Infolge der Landtagswahl kam es zu einer rot-rot-grünen Koalition und Bodo Ramelow wurde vom Thüringischen Landtag zum neuen Ministerpräsidenten gewählt. Damit stand zum ersten Mal kein Christdemokrat an der Spitze der thüringischen Landesregierung, und zum ersten Mal in der Geschichte Deutschlands stellte die Partei Die Linke einen Ministerpräsidenten.

## Wahlorganisation
Gemäß § 18 Abs. 2 Thüringer Wahlgesetz für den Landtag hatte die Wahl „frühestens 57, spätestens 61 Monate nach Beginn der Wahlperiode“, also nach der Konstituierung des fünften Landtags am 29. September 2009, stattzufinden. Am 14. Januar 2014 bestimmte die Landesregierung den 14. September 2014 zum Wahltag. Am selben Tag fand die Landtagswahl in Brandenburg statt.
Es waren 1,84 Millionen Menschen wahlberechtigt, darunter 39.000 Erstwähler. 30.000 Freiwillige halfen bei der Auszählung in 3.000 Wahllokalen.

## Ausgangslage
Für die CDU trat die amtierende Ministerpräsidentin Christine Lieberknecht und für Die Linke Bodo Ramelow, der zuvor Vorsitzender der Landtagsfraktion war, an. Als letzte der drei großen Parteien legte sich die SPD auf Sozialministerin Heike Taubert als Spitzenkandidatin fest.
Bundespolitische Bedeutung hatte die Landtagswahl in Bezug auf eine mögliche rot-rote Koalition vor dem Hintergrund der nach der Bundestagswahl 2013 diskutierten Linksöffnung der SPD. Zwar beteiligte sich die SPD in Ostdeutschland schon mehrfach an rot-roten Landesregierungen, allerdings stellte sie hierbei immer selbst den Ministerpräsidenten. Zur Wahl 2014 schloss die SPD es im Vorfeld jedoch nicht mehr aus, auch einen Kandidaten der Linken zum Ministerpräsidenten zu wählen. In diesem Fall entstünde die erste von der Linken geführte Landesregierung in einem deutschen Bundesland.
Bei den anderen Parteien galt der Einzug in den Landtag als unsicher. Möglich war er laut Umfragen für Bündnis 90/Die Grünen, wobei die Partei bei der Bundestagswahl 2013 in Thüringen mit 4,9 % knapp unter fünf Prozent lag. Gegebenenfalls stand eine Regierungsbeteiligung der Grünen im Rahmen einer dann rot-rot-grünen Landesregierung ebenso zur Debatte wie ein Bündnis mit der CDU, wenn dieses gemeinsam als Schwarz-Grün eine Mehrheit erreicht hätte. Ebenfalls möglich laut Umfragen erschien der Einzug der Alternative für Deutschland ins Landesparlament. Sie erreichte bei der Bundestagswahl 2013 in Thüringen 6,2 % der Stimmen. Ihr Spitzenkandidat war Björn Höcke. Unklar war mit Umfrageergebnissen von bis zu 4 % der Wiedereinzug der FDP in den Thüringer Landtag. Sie erreichte bei der Bundestagswahl 2013 lediglich 2,6 % der Stimmen. Die Freien Wähler und die NPD erreichten bei der letzten Landtagswahl Ergebnisse um 4 %. Der Spitzenkandidat der NPD war Patrick Wieschke.

## Koalitionsaussagen
Bei dieser Wahl standen zwei mögliche Koalitionen im Zentrum der öffentlichen Diskussion: eine Fortführung der schwarz-roten Koalition aus CDU und SPD unter Christine Lieberknecht oder eine rot-rot-grüne Koalition zwischen der Linkspartei, der SPD und den Grünen unter Führung der Linken. In diesem Fall wäre Bodo Ramelow der erste Ministerpräsident, der durch die Partei Die Linke gestellt wird. Da beide Konstellationen dem Wahlergebnis nach möglich waren, sollten die Mitglieder der SPD Thüringen wie angekündigt in einem Mitgliederentscheid nach der Wahl bestimmen, welche Koalition die SPD eingeht.
Außerdem hatte Lieberknecht vor der Wahl Gespräche mit der Alternative für Deutschland kategorisch ausgeschlossen. CDU-Fraktionschef Mike Mohring und der innenpolitische Sprecher der CDU-Landtagsfraktion Wolfgang Fiedler forderten hingegen, diese Option nicht von vornherein auszuschließen.

## Teilnehmende Parteien

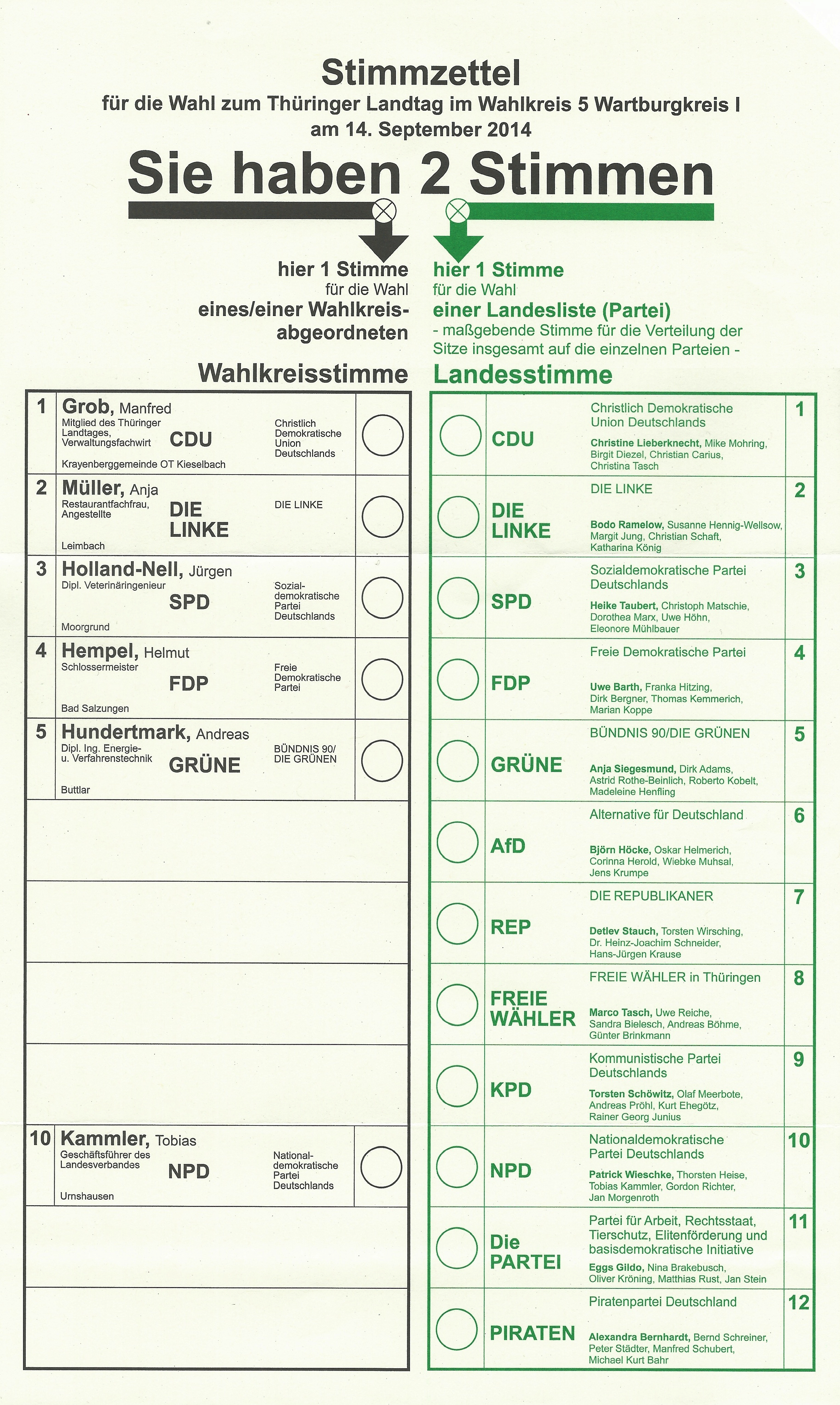
Stimmzettel aus dem Wahlkreis 5 Wartburgkreis I

Alle bisher im Thüringischen Landtag vertretenen Parteien können ohne Unterstützungsunterschriften an der Wahl teilnehmen. Parteien, die nicht im Landtag vertreten sind, mussten ihre Teilnahme an der Wahl bis spätestens 16. Juni 2014 anzeigen und mindestens 1.000 Unterstützungsunterschriften vorlegen. Bis zum 10. Juli mussten zudem alle Kreiswahlvorschläge und Landeslisten eingereicht werden. Wie der Landeswahlleiter am 18. Juli 2014 mitteilte, wurden insgesamt zwölf Parteien und Landeslisten zur Wahl zugelassen (in der Reihenfolge der Parteien auf dem Stimmzettel):
| Kürzel       | Partei                                                                                        | Spitzenkandidat                      | Wahlkreis- bewerber | Mitgliederzahl |
| ------------ | --------------------------------------------------------------------------------------------- | ------------------------------------ | ------------------- | -------------- |
| CDU          | Christlich Demokratische Union Deutschlands                                                   | Christine Lieberknecht               | 44                  | 12.000         |
| Linke        | Die Linke                                                                                     | Bodo Ramelow                         | 44                  | 5.387          |
| SPD          | Sozialdemokratische Partei Deutschlands                                                       | Heike Taubert                        | 44                  | 4.500          |
| FDP          | Freie Demokratische Partei                                                                    | Uwe Barth                            | 32                  | 1.269          |
| Grüne        | Bündnis 90/Die Grünen                                                                         | Anja Siegesmund                      | 42                  | 750            |
| NPD          | Nationaldemokratische Partei Deutschlands                                                     | Patrick Wieschke                     | 44                  | 350            |
| Freie Wähler | Freie Wähler in Thüringen                                                                     | Marco Tasch                          | 13                  | 100            |
| REP          | Die Republikaner                                                                              | Detlev Stauch                        | –                   | 500            |
| AfD          | Alternative für Deutschland                                                                   | Björn Höcke                          | 9                   | 350            |
| KPD          | Kommunistische Partei Deutschlands                                                            | Torsten Schöwitz                     | –                   | 30             |
| Die PARTEI   | Partei für Arbeit, Rechtsstaat, Tierschutz, Elitenförderung und basisdemokratische Initiative | Norbert Schmidt (alias „Eggs Gildo“) | –                   | 170            |
| Piraten      | Piratenpartei Deutschland                                                                     | Alexandra Bernhardt                  | 7                   | 507            |

Aufgrund fehlender Unterstützungsunterschriften wurde der Wahlvorschlag der Partei Die Parteifreien Wähler nicht zugelassen.

## Spitzenkandidaten der 2009 bis 2014 im Landtag vertretenen Parteien

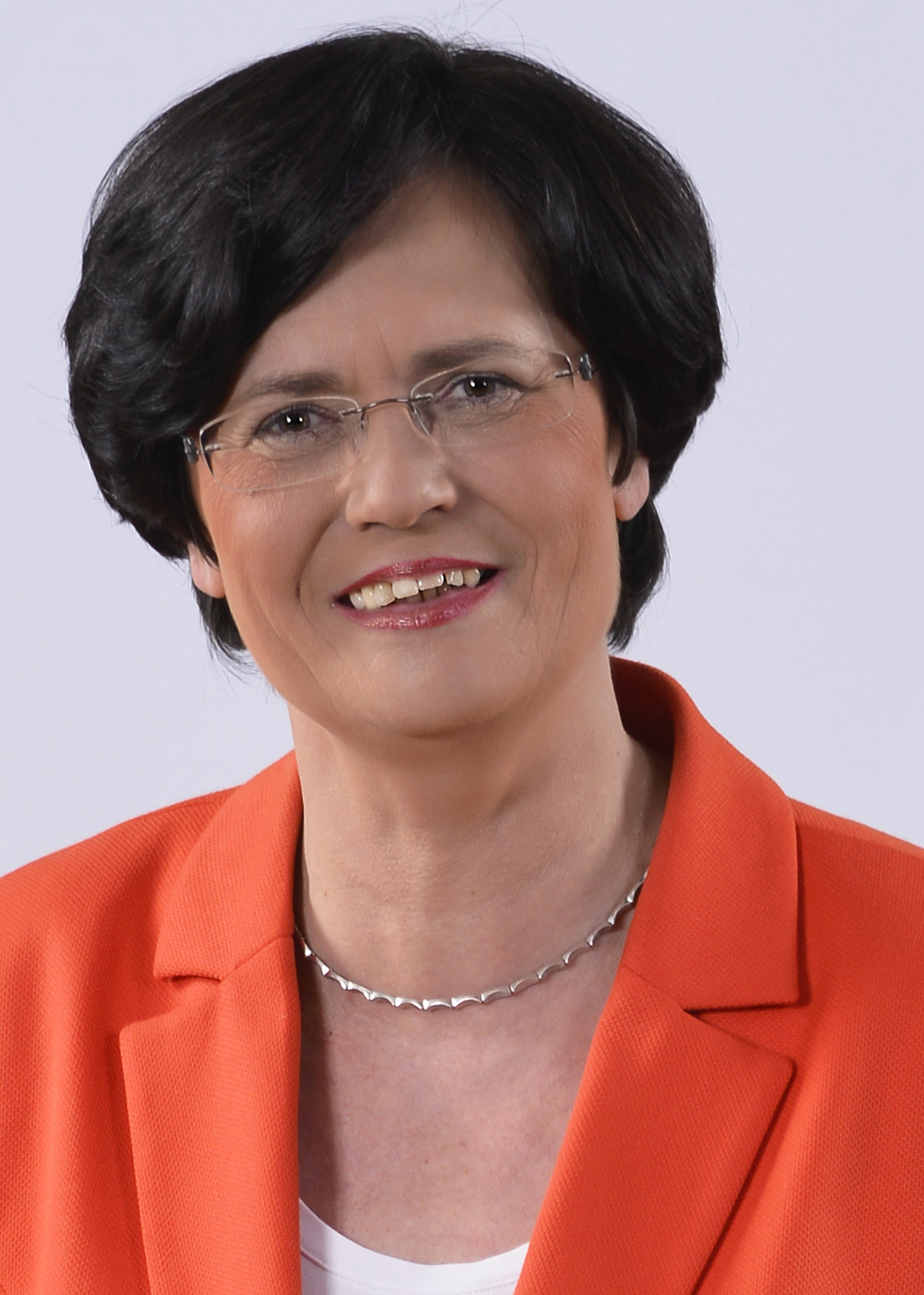
Christine Lieberknecht, CDU
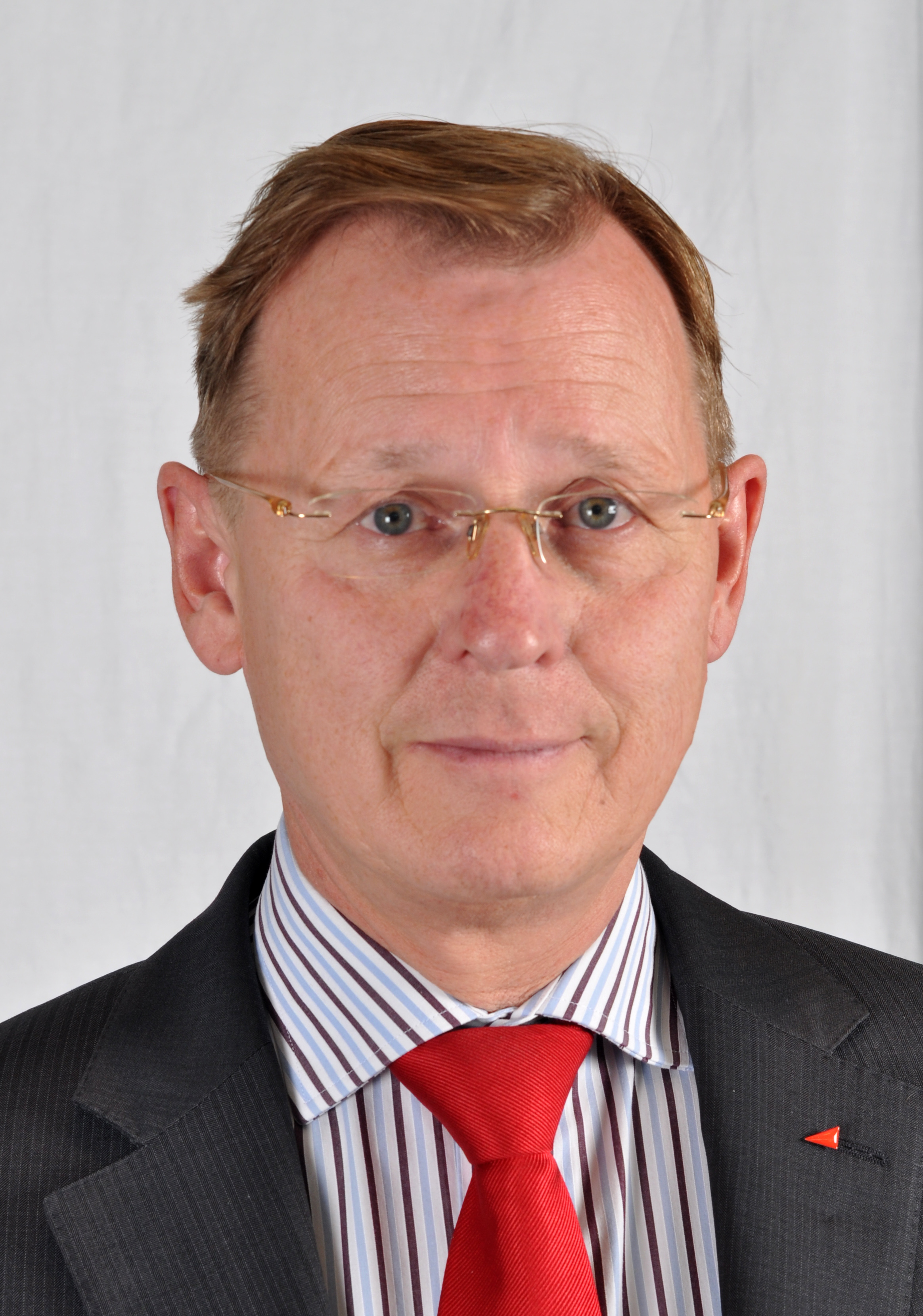
Bodo Ramelow, Die Linke
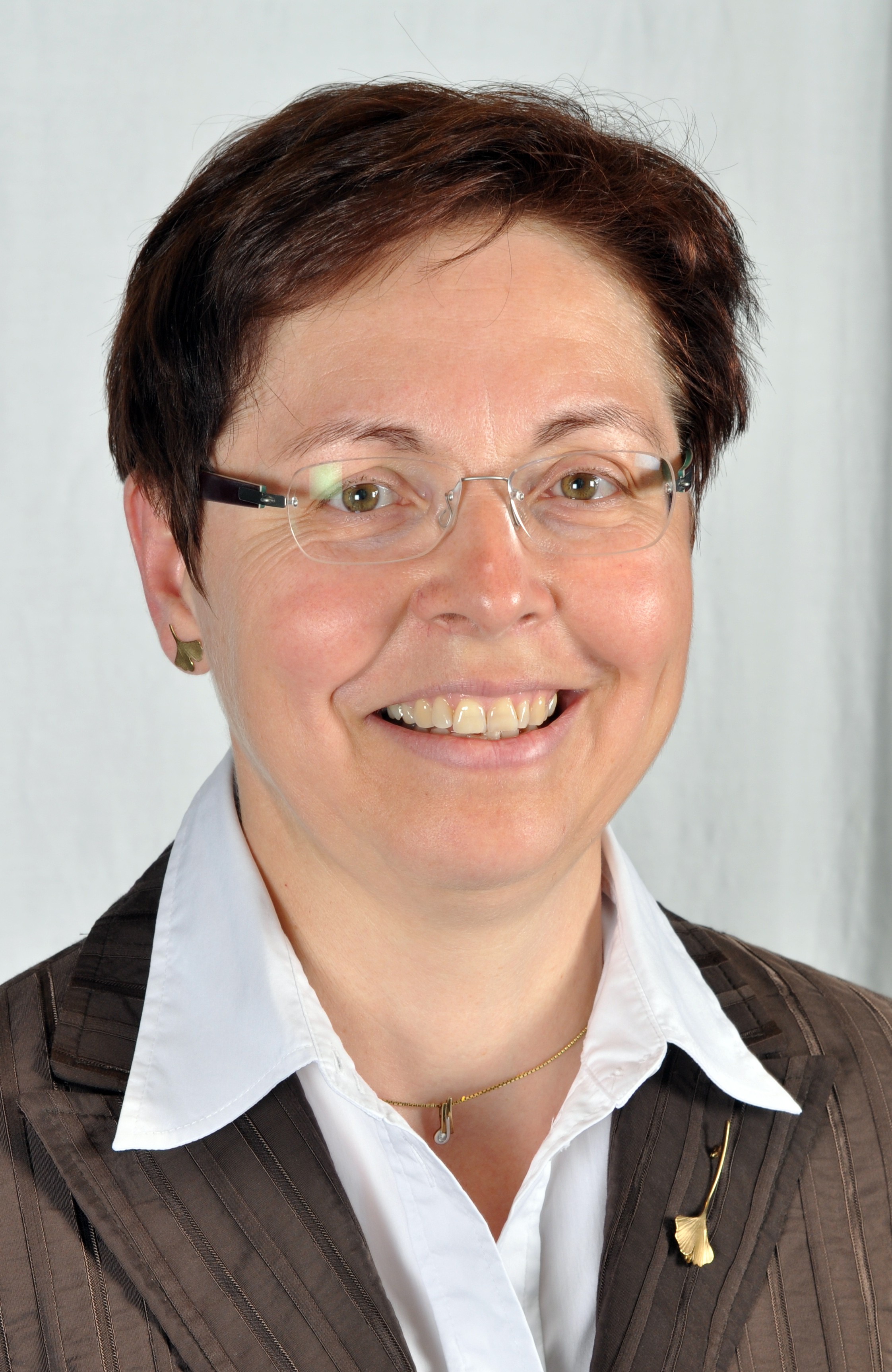
Heike Taubert, SPD
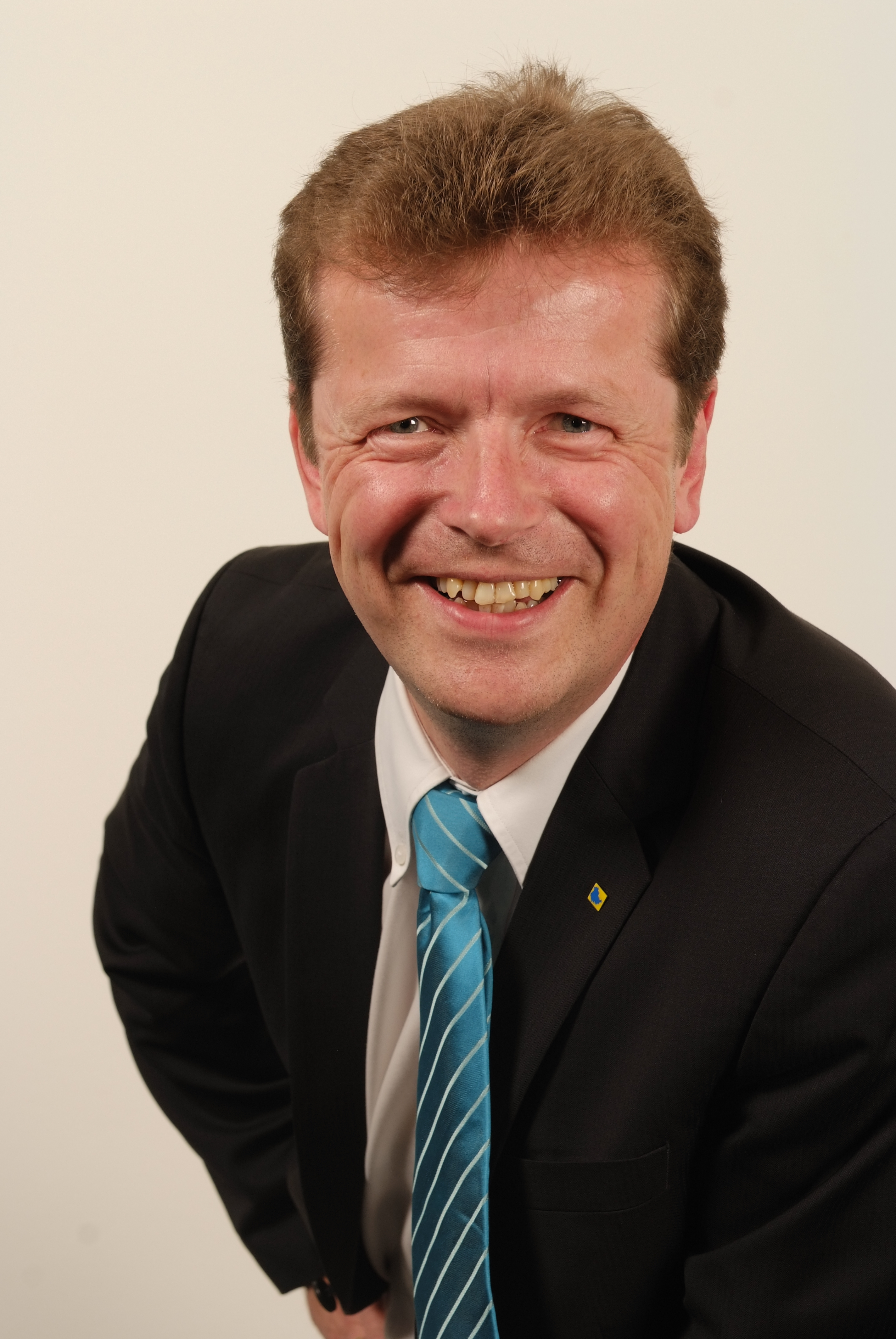
Uwe Barth, FDP
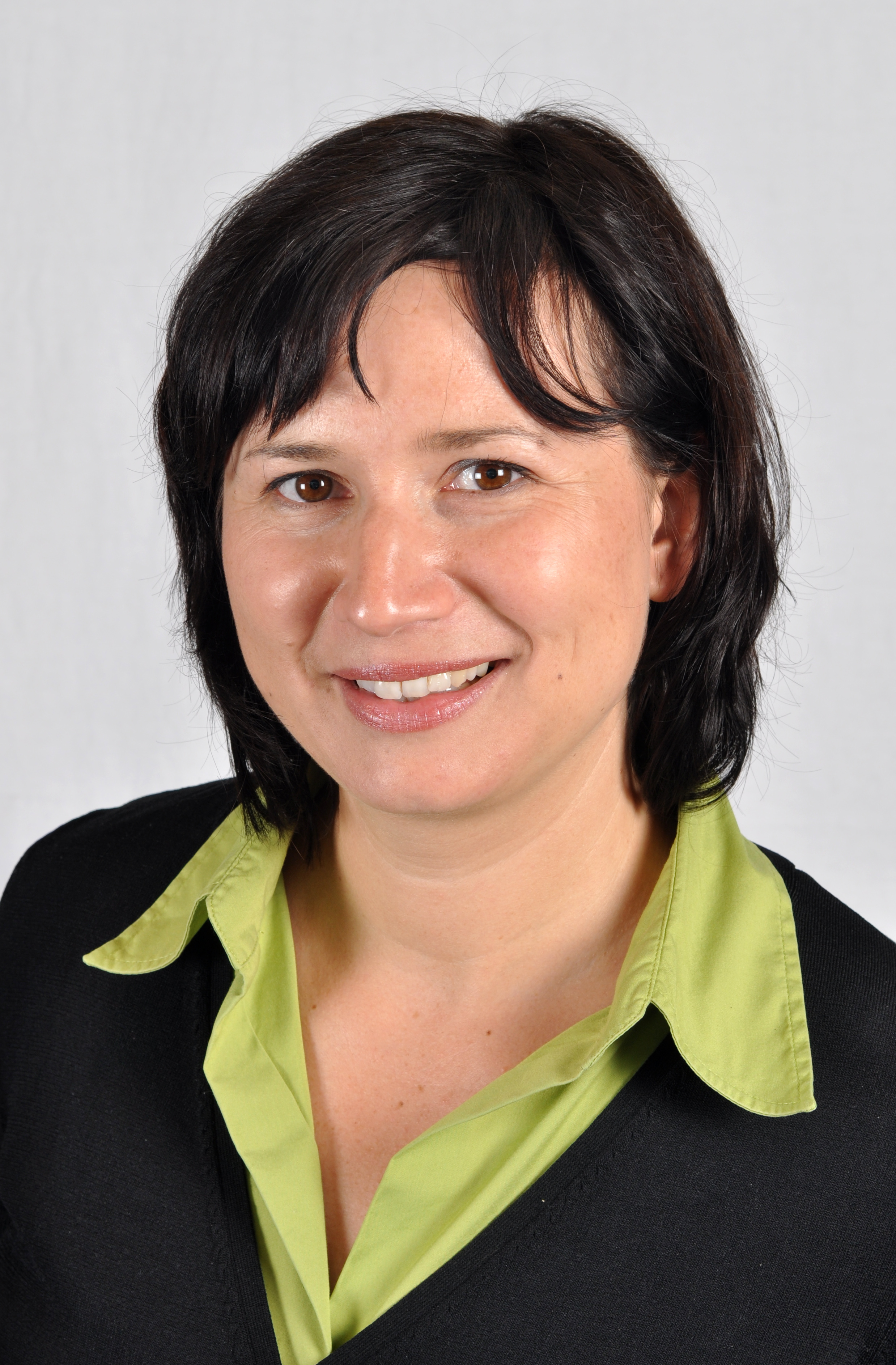
Anja Siegesmund, Grüne

## Umfragen

### Wahlergebnis und Umfragen zur beabsichtigten Stimmabgabe
Für die Sonntagsfrage gaben die Meinungsforschungsinstitute folgende Ergebnisse an:
| Institut                | Datum         | CDU    | Linke  | SPD    | FDP   | Grüne | AfD    | Piraten | FW    | NPD   | Sonstige |
| Ergebnis 2014           | Ergebnis 2014 | 33,5 % | 28,2 % | 12,4 % | 2,5 % | 5,7 % | 10,6 % | 1,0 %   | 1,7 % | 3,6 % | 0,9 %    |
| ----------------------- | ------------- | ------ | ------ | ------ | ----- | ----- | ------ | ------- | ----- | ----- | -------- |
| Forschungsgruppe Wahlen | 11.09.2014    | 36 %   | 26 %   | 16 %   | –     | 5,5 % | 8 %    | –       | –     | –     | 8,5 %    |
| Infratest dimap         | 04.09.2014    | 34 %   | 28 %   | 16 %   | 3 %   | 5 %   | 7 %    | –       | –     | 4 %   | 3 %      |
| Forschungsgruppe Wahlen | 04.09.2014    | 36 %   | 26 %   | 16 %   | –     | 6 %   | 8 %    | –       | –     | –     | 8 %      |
| INSA                    | 08.08.2014    | 34 %   | 26 %   | 19 %   | 4 %   | 6 %   | 5 %    | –       | –     | –     | 6 %      |
| Infratest dimap         | 15.07.2014    | 36 %   | 27 %   | 19 %   | 2 %   | 6 %   | 4 %    | –       | –     | 2 %   | 4 %      |
| INSA                    | 05.07.2014    | 33 %   | 25 %   | 18 %   | 3 %   | 6 %   | 7 %    | 2 %     | 2 %   | –     | 4 %      |
| Infratest dimap         | 14.05.2014    | 36 %   | 28 %   | 19 %   | 2 %   | 5 %   | 4 %    | –       | –     | 3 %   | 3 %      |
| Infratest dimap         | 14.03.2014    | 38 %   | 28 %   | 17 %   | 2 %   | 6 %   | 5 %    | –       | –     | –     | 4 %      |
| INSA                    | 20.02.2014    | 35 %   | 25 %   | 20 %   | 3 %   | 5 %   | 5 %    | –       | 2 %   | –     | 5 %      |
| aproxima                | 28.01.2014    | 27 %   | 28 %   | 22 %   | 3 %   | 11 %  | 3 %    | 2 %     | 2 %   | 1 %   | 4 %      |
| INSA                    | 27.12.2013    | 35 %   | 27 %   | 18 %   | 2 %   | 7 %   | 5 %    | –       | –     | –     | –        |
| INSA                    | 09.11.2013    | 36 %   | 27 %   | 14 %   | 2 %   | 6 %   | 6 %    | –       | –     | –     | –        |
| Emnid                   | 05.11.2013    | 39 %   | 26 %   | 17 %   | 1 %   | 5 %   | 7 %    | –       | –     | 2 %   | 3 %      |
| Infratest dimap         | 20.08.2013    | 43 %   | 20 %   | 20 %   | 2 %   | 7 %   | –      | –       | –     | –     | 8 %      |
| Infratest dimap         | 05.07.2013    | 41 %   | 21 %   | 20 %   | 3 %   | 8 %   | –      | 3 %     | –     | –     | 4 %      |
| Infratest dimap         | 18.05.2012    | 35 %   | 23 %   | 24 %   | 2 %   | 6 %   | –      | 6 %     | –     | –     | 4 %      |
| IfM Leipzig             | 13.08.2011    | 33 %   | 25 %   | 20 %   | 4 %   | 11 %  | –      | –       | –     | –     | 7 %      |
| Infratest dimap         | 05.05.2010    | 32 %   | 29 %   | 21 %   | 5 %   | 6 %   | –      | –       | –     | –     | 7 %      |
| Ergebnis 2009           | Ergebnis 2009 | 31,2 % | 27,4 % | 18,5 % | 7,6 % | 6,2 % | –      | –       | 3,9 % | 4,3 % | 0,9 %    |

### Umfragen zu den Kandidaten
Auf die Frage, wen die Thüringer direkt zum Ministerpräsidenten bzw. zur Ministerpräsidentin wählen würden, antworteten die Befragten wie folgt:
| Institut                | Datum      | Lieberknecht (CDU) | Ramelow (Linke) | Taubert (SPD) |
| ----------------------- | ---------- | ------------------ | --------------- | ------------- |
| Infratest dimap         | 22.09.2014 | 45 %               | 35 %            | —             |
| Forschungsgruppe Wahlen | 14.09.2014 | 49 %               | 39 %            | —             |
| Infratest dimap         | 14.09.2014 | 44 %               | 40 %            | —             |
| Forschungsgruppe Wahlen | 11.09.2014 | 48 %               | 33 %            | —             |
| Forschungsgruppe Wahlen | 11.09.2014 | 41 %               | —               | 34 %          |
| Forschungsgruppe Wahlen | 04.09.2014 | 52 %               | 34 %            | —             |
| Forschungsgruppe Wahlen | 04.09.2014 | 45 %               | —               | 34 %          |
| Forschungsgruppe Wahlen | 04.09.2014 | —                  | 32 %            | 42 %          |
| Infratest dimap         | 04.09.2014 | 34 %               | 24 %            | 18 %          |
| Infratest dimap         | 15.07.2014 | 37 %               | 24 %            | 17 %          |
| Infratest dimap         | 14.05.2014 | 34 %               | 23 %            | 16 %          |
| aproxima                | 30.01.2014 | 34 %               | 15 %            | 17 %          |

## Ergebnis

Gewonnene Wahlkreise nach Parteien (Erststimmen)

Die CDU erreichte mit 33,5 Prozent den größten Anteil der Listenstimmen. Die Linke und die SPD erreichten mit 28,2 Prozent bzw. 12,4 Prozent die Plätze zwei und drei. Mit 10,6 Prozent zog die AfD aus dem Stand in den Landtag ein; sie hatte 2014 erstmals an einer Landtagswahl in Thüringen teilgenommen. Die Grünen blieben mit 5,7 Prozent im Thüringer Landtag. Die NPD scheiterte mit 3,6 Prozent an der Fünf-Prozent-Hürde. Mit 2,5 Prozent der Stimmen verpasste die FDP den Wiedereinzug in den Landtag.

Die Gesamtzahl von 91 Sitzen im Thüringer Landtag ergibt sich aus den standardmäßigen 88 Sitzen, die je zur Hälfte in den Wahlkreisen und über die Landesliste vergeben wurden, und drei weiteren Sitzen. Diese setzten sich aus einem Überhangmandat für die CDU und je einem Ausgleichsmandat für Linkspartei und AfD zusammen.
| Listen                       | Listen            | Wahlkreisstimmen | Wahlkreisstimmen | Wahlkreisstimmen | Wahlkreisstimmen | Landesstimmen | Landesstimmen | Landesstimmen | Landesstimmen | Mandate | Mandate |
| Listen                       | Listen            | Stimmen          | %                | +/-              | Mandate          | Stimmen       | %             | +/-           | Mandate       | Anzahl  | +/-     |
| ---------------------------- | ----------------- | ---------------- | ---------------- | ---------------- | ---------------- | ------------- | ------------- | ------------- | ------------- | ------- | ------- |
|                              | CDU               | 352.051          | 37,7             | +5,9             | 34               | 315.104       | 33,5          | +2,2          | –             | 34      | +4      |
|                              | DIE LINKE         | 274.936          | 29,4             | +1,7             | 9                | 265.428       | 28,2          | +0,8          | 19            | 28      | +1      |
|                              | SPD               | 145.634          | 15,6             | –3,5             | 1                | 116.889       | 12,4          | –6,1          | 11            | 12      | –6      |
|                              | AfD               | 20.833           | 2,2              | N/A              | –                | 99.545        | 10,6          | N/A           | 11            | 11      | +11     |
|                              | GRÜNE             | 56.189           | 6,0              | +0,6             | –                | 53.407        | 5,7           | –0,5          | 6             | 6       | –       |
|                              | NPD               | 43.026           | 4,6              | +0,1             | –                | 34.049        | 3,6           | –0,7          | –             | –       | –       |
|                              | FDP               | 23.555           | 2,5              | –5,1             | –                | 23.359        | 2,5           | –5,2          | –             | –       | –7      |
|                              | Freie Wähler      | 14.157           | 1,5              | –2,1             | –                | 15.864        | 1,7           | –2,2          | –             | –       | –       |
|                              | PIRATEN           | 4.076            | 0,4              | N/A              | –                | 9.689         | 1,0           | N/A           | –             | –       | –       |
|                              | Die PARTEI        | –                | –                | N/A              | –                | 5.538         | 0,6           | N/A           | –             | –       | –       |
|                              | REP               | –                | –                | N/A              | –                | 1.670         | 0,2           | –0,3          | –             | –       | –       |
|                              | KPD               | –                | –                | N/A              | –                | 1.177         | 0,1           | +0,1          | –             | –       | –       |
| Gesamt                       | Gesamt            | 934.457          | 100              |                  | 44               | 941.719       | 100           |               | 47            | 91      | +3      |
|                              |                   |                  |                  |                  |                  |               |               |               |               |         |         |
| Ungültige Stimmen            | Ungültige Stimmen | 20.470           | 2,1              | ±0,0             |                  | 13.208        | 1,4           | –0,4          |               |         |         |
| Wähler                       | Wähler            | 954.927          | 52,7             | –3,5             |                  | 954.927       | 52,7          | –3,5          |               |         |         |
| Wahlberechtigte              | Wahlberechtigte   | 1.812.370        |                  |                  |                  | 1.812.370     |               |               |               |         |         |
|                              |                   |                  |                  |                  |                  |               |               |               |               |         |         |
| Quelle: Der Landeswahlleiter |                   |                  |                  |                  |                  |               |               |               |               |         |         |

## Regierungsbildung
| Mögliche Koalition               | Sitze |
| -------------------------------- | ----- |
| Sitze gesamt                     | 91    |
| Absolute Mehrheit (ab 46 Sitzen) |       |
| CDU, SPD, Grüne                  | 52    |
| CDU, SPD                         | 46    |
| Linke, SPD, Grüne                | 46    |

Mit dem Wahlergebnis ergab sich eine unübersichtliche Situation bei der Regierungsbildung. Zwei Koalitionen standen am Wahlabend im Zentrum der Diskussion: eine Fortsetzung der Zusammenarbeit zwischen CDU und SPD (sog. „Große Koalition“) oder die erstmalige Bildung einer Regierung unter Führung der Linkspartei (sog. „rot-rot-grüne Koalition“). In beiden Fällen verfügte die Regierung im Landtag mit 46 Stimmen bei 91 Abgeordneten über die Mehrheit von nur einer Stimme. Alle Parteien hatten im Vorfeld der Wahl eine Koalition mit der Alternative für Deutschland (AfD) ausgeschlossen. Die Spitzenkandidaten von CDU (die amtierende Ministerpräsidentin Lieberknecht) und Linkspartei (Ramelow) erklärten am Wahlabend, eine Regierung bilden zu wollen. Die CDU brachte auch das neue Modell einer schwarz-rot-grünen Koalition („Kenia-Koalition“) ins Gespräch, wobei die Grünen dieser Konstellation aber skeptisch bis ablehnend gegenüberstanden.
Die Sozialdemokraten wurden in allen drei Fällen als Partner benötigt. Sie wollten vor Aufnahme der Koalitionsgespräche einen Mitgliederentscheid durchführen. Die demoskopische Analyse der Wählerwanderung ergab, dass ein Großteil der SPD-Stimmenverluste aus einer Abwanderung ihrer Wähler zur Linkspartei resultierte. In Reaktion auf das schlechte Abschneiden der SPD forderte der Parteichef Sigmar Gabriel noch am Wahlabend einen personellen Neuanfang im Landesverband, und der SPD-Landeschef Christoph Matschie bot seinen Rücktritt an. Ihm folgte der Erfurter Oberbürgermeister Andreas Bausewein nach, der die Sondierungsgespräche mit den anderen Parteien leitete.
Während des SPD-Mitgliederentscheids kritisierte Bundespräsident Joachim Gauck die in seinen Augen ungenügende Aufarbeitung der SED-Geschichte innerhalb der Linkspartei und äußerte sich skeptisch zu der Frage, ob Die Linke bereits einen Ministerpräsidenten stellen sollte. Er wurde für diese Äußerungen von Politikern der Linkspartei seinerseits kritisiert. Am 5. November 2014 gab die SPD Thüringen bekannt, dass 69,9 Prozent ihrer Mitglieder für eine rot-rot-grüne Koalition stimmten. Daraufhin wurden Koalitionsverhandlungen zwischen der Linkspartei, der SPD und den Grünen aufgenommen.
Christine Lieberknecht verzichtete einige Tage vor der Wahl des Ministerpräsidenten auf eine erneute Kandidatur und zog sich auch aus der Parteiführung zurück. Die CDU-Führung entschied, im ersten Wahlgang keinen eigenen Kandidaten gegen Bodo Ramelow zu nominieren.
Im Vorfeld der erwarteten Wahl Ramelows zum ersten Ministerpräsidenten der Linkspartei kam es zu öffentlichen Protesten. Am 25. Jahrestag des Mauerfalls am 9. November 2014 demonstrierten 4.000 Menschen in Erfurt gegen die rot-rot-grüne Koalition. Am Vorabend der Wahl demonstrierten ungefähr 2.000 Menschen vor dem Erfurter Landtag. Laut einem Bericht des Spiegels protestierten ehemalige DDR-Bürgerrechtler, Konservative, Sozialdemokraten und Rechtsradikale vereint gegen die Wahl Ramelows.
Nach der Wahl Ramelows wurde von SPD-Abgeordneten eine Strafanzeige gestellt, nach der CDU-Politiker versucht haben sollen, Stimmen aus der SPD-Fraktion zu „kaufen“, um eine Wahl Ramelows zu verhindern. Dabei sollen SPD-Politikern Posten in einer künftigen CDU-geführten Regierung in Aussicht gestellt worden sein, wenn sie gegen Ramelow stimmen würden. Die Ermittlungen der Thüringer Generalstaatsanwaltschaft wurden im April 2015 eingestellt, da diese Offerten keine Straftat darstellen.
Am 5. Dezember 2014 wurde Bodo Ramelow (Die Linke) mit 46 zu 43 Stimmen bei einer Enthaltung und einer ungültigen Stimme zum fünften Thüringer Ministerpräsidenten gewählt.

## Fraktions- und Parteiwechsel nach der Wahl
- Linke: 28
- SPD: 12
- Grüne: 6
- CDU: 34
- AfD: 8
- Sonst.: 3

Durch den Ausschluss von Siegfried Gentele sowie den Austritt von Oskar Helmerich und Jens Krumpe aus der AfD-Fraktion und dem Partei- und Fraktionsaustritt von Jürgen Reinholz aus der CDU gehörten dem Thüringer Landtag bis Mitte April 2016 vier fraktionslose Abgeordnete an. Seitdem war Oskar Helmerich Mitglied der SPD-Fraktion. Siegfried Gentele gehörte als fraktionsloser Abgeordneter vorübergehend der Allianz für Fortschritt und Aufbruch und ab März 2016 der Familien-Partei Deutschlands an. Seit Juli 2019 ist er Mitglied der im Dezember 2018 gegründeten Kleinpartei Demokratie Direkt. Ende April 2017 trat Marion Rosin aus der SPD aus und der CDU-Landtagsfraktion bei. Damit verkleinerte sich die Mehrheit der Regierung Ramelow wieder auf einen Abgeordneten.

## Gleichzeitige Kommunalwahlen
Neben der Landtagswahl gab es in einigen Regionen am 14. September auch noch lokale Abstimmungen. So wurde im Landkreis Saalfeld-Rudolstadt ein neuer Landrat gewählt. In der Eichsfeld-Gemeinde Fretterode stand eine Gemeinderatswahl an, während in Etzleben, Nahetal-Waldau, Krautheim, Saaleplatte, Mellenbach-Glasbach, Uhlstädt-Kirchhasel, Weißenborn, Langenorla und Bethenhausen neue Bürgermeister gewählt wurden. Im Landkreis Schmalkalden-Meiningen und in der Gemeinde Nesse-Apfelstädt im Kreis Gotha waren die Wähler zur Stimmabgabe bei Bürgerentscheiden aufgerufen. Bei ersterem ging es um einen schiefen Aussichtsturm mit Erlebniszentrum auf dem Gebaberg. Dieser Plan wurde im Bürgerentscheid abgelehnt.